# Velomobil-Kraftfahrzeugfabrik
Die Velomobil-Kraftfahrzeugfabrik, zuvor Motorfahrzeugfabrik Hermann Dettmann, war ein deutscher Hersteller von Automobilen.

## Unternehmensgeschichte
Das Unternehmen aus Berlin begann 1905 mit der Produktion von Automobilen. Der Markenname lautete Velomobil. Ende 1906 erfolgte die Umfirmierung. 1907 oder 1908 endete die Produktion. 1908 wurde das Unternehmen aufgelöst.

## Fahrzeuge
Das einzige Modell war ein Dreirad, bei dem sich das einzelne Rad vorne befand. Der Motor befand sich oberhalb des Vorderrades und trieb das Vorderrad an. Es war ein Einzylinder-Viertaktmotor mit Luftkühlung. Die Konstruktion ähnelte der Cyklonette. Die offenen Karosserien boten wahlweise Platz für zwei oder drei Personen. Genannt wird auch ein Landaulet.